# Eschmeyer nexus
Eschmeyer nexus ist ein kleiner Meeresfisch aus der Unterordnung der Drachenkopfverwandten (Scorpaenoidei). Er kommt an der Küste der Fidschiinseln in Tiefen von 27 bis 43 Metern vor. Die Art wurde zu Ehren des amerikanischen Ichthyologen William N. Eschmeyer benannt.

## Merkmale
Eschmeyer nexus wird nur 4,1 cm lang. Seine Rückenflosse wird von acht Stacheln und 13 Weichstrahlen gestützt, die Afterflosse von drei Stacheln und acht Weichstrahlen. Die vorn liegenden Flossenstacheln der Rückenflosse sind extrem kurz. Die Brustflossen sind ohne freistehenden Flossenstrahl. Die Membranen der Bauchflossen sind am Körper angewachsen und mit der Membran der gegenüberliegenden Flosse verwachsen. Die Flossenstrahlen sind unverzweigt. Die Anzahl der Wirbel liegt bei 25.
Die Fische sind weitgehend schuppenlos. Nur entlang der Seitenlinie finden sich zehn mit Poren versehene Schuppen, die am Hinterrand nicht gezähnt sind oder sonstige Stacheln aufweisen. Die Seitenlinie reicht bis zum Ansatz des Schwanzflossenstiels.
Stirnbein und Scheitelbein sind stark verknöchert. Präorbital-Dornen fehlen. Die Kiemenmembranen sind unter der Kehle am Isthmus der Kiemen, nicht weitflächig zusammengewachsen. Der Isthmus ist am vorderen Ende ohne Papillen.

## Systematik
Die Fischart wurde 1983 durch Stuart G. Poss und Victor G. Springer erstmals wissenschaftlich beschrieben und im Jahr 2001 einer eigenständigen, monotypischen Familie zugeordnet, den Eschmeyeridae. Eschmeyer nexus ist nah mit den Steinfischen (Synanceiinae) verwandt. Ein Merkmal, das er mit den Steinfischen teilt ist ein säbelförmiger, der Verteidigung dienender Auswuchs des Lacrimale, der Tränensäbel. Smith, Everman und Richardson schlugen des halb vor, die Familie Eschmeyeridae herabzustufen und als Unterfamilie den Synanceiidae zuzuordnen. Dies wurde im Januar 2022 in Eschmeyer's Catalog of Fishes, einer Onlinedatenbank zur Fischsystematik, so übernommen.